# Pedro Listur
Pedro María Listur González (ur. 6 kwietnia 1922 w Trinidadzie, zm. 5 września 2004 w Montevideo) – urugwajski lekkoatleta specjalizujący się w skoku wzwyż, uczestnik letnich igrzysk olimpijskich w Londynie (1948).
W 1945 r. zdobył w Montevideo brązowy medal mistrzostw Ameryki Południowej w skoku wzwyż. Podczas olimpiady w 1948 r. w Londynie nie zakwalifikował się do finału, w końcowej klasyfikacji zajmując 21. miejsce. 
Rekord życiowy w skoku wzwyż: 1,94 (1948)